# Adelencyrtus flagellatus
Adelencyrtus flagellatus är en stekelart som beskrevs av Compere och Annecke 1961. Adelencyrtus flagellatus ingår i släktet Adelencyrtus och familjen sköldlussteklar. Inga underarter finns listade i Catalogue of Life.